# اپل آ۸
اپل آ۸ چیپ برپایه ۶۴ بیت، طراحی شده توسط اپل می‌باشد. این چیپ ابتدا در آیفون۶ و آیفون۶پلاس بکار رفته است که در ۹ سپتامبر ۲۰۱۴ معرفی شد. اپل آن را ۲۵ درصد قوی‌تر در سی‌پی‌یو و ۵۰ درصد قوی‌تر در پردازنده‌گرافیکی و در حین طراحی کردن فقط ۵۰ درصد مصرف باتری بیشتری در مقایسه با مدل قبلی خود، اپل آ۷ می‌کند.

## طراحی
آ۸ با معماری ۲۰ نانومتری و توسط تی‌اس‌ام‌سی ساخته شده است که جایگزین سامسونگ، سازنده پردازنده‌های دستگاه‌های موبایل اپل شده است. این چیپ شامل ۲ بیلیون (میلیارد) ترانزیستور می‌باشد. با این وجود، این رقم دوبرابر ترانزیستور بیشتر در مقایسه با آ۷ دارد. از نظر فیزیکی هم این چیپ با کاهش ۱۳ درصدی به سایز ۸۹ میلی‌متر مربع رسیده است. این چیپ ۱ گیگابایت رم دارد.